# Grete Nordrå
Grete Nordrå, född 22 november 1924 i Asker, död 13 mars 2012 i Bergen, var en norsk skådespelare.
Nordrå scendebuterade som dansare på Edderkoppen Teater 1949 och som skådespelare på Folketeatret 1952, där hon stannade till 1959. Hon var därefter engagerad vid Oslo Nye Teater 1959–1961, Trøndelag Teater 1961–1968, Det norske teatret 1968–1974, Rogaland Teater 1976–1982 och Den Nationale Scene 1982–2002. Hon spelade både i klassiska och moderna stycken och bland hennes roller märks Alvilde i Den store barnedåpen och Nastja i Nattasylet.
Hon gjorde filmdebut 1955 i Trost i taklampa, där hon spelade huvudrollen som Gunvor Smikkstugun. Rollen är den som hon är allra mest ihågkommen för. Hon var aktiv filmskådespelare fram till 2009.
År 2003 utnämndes hon till riddare av St. Olavs Orden.

## Filmografi (urval)
- 1955 – Trost i taklampa
- 1957 – Nio liv
- 1970 – Douglas
- 1975 – Hustrur
- 1984 – Lars på tröskeln
- 2000 – Bornholms eko
- 2003 – Mors Elling